# Campeonato Nacional de Béisbol Superior de Nicaragua 2011
El Campeonato Nacional de Béisbol Superior “German Pomares Ordóñez” 2011 de Nicaragua . Llamado comúnmente como el Pomares 2011 o Campeonato Béisbol de Primera División 2011.
Es un torneo de Béisbol organizado por FENIBA en el que participan 16 equipos. Uno de cada uno de los quince departamentos del país. Y el dieciséis que representa a las Dos Regiones Autónomas de la Región del Atlántico.
Es el segundo torneo más importante del país solo detrás de la LNBP Liga Nicaragüense de Béisbol Profesional. Pero “el Pomares” atrae más público por el hecho de tener equipos en todos los departamentos de la nación.

## Formato
Primera Fase Los 16 equipos se dividen en dos grupos A y B. Se enfrentan 4 veces contra cada uno de los otros 15 equipos dos partidos en su estadio y dos partidos en el estadio del rival. Primero contra los equipos del grupo opuesto y luego contra los de su propio grupo. Califican los 4 mejores de cada grupo.
Segunda Fase Los 8 sobrevivientes se enfrentan cuatro veces contra cada uno de los otros 7 equipos dos partidos en su estadio y dos partidos en el estadio del rival. Califican los cuatro mejores.
Fase Semifinal Los 4 calificados vuelven a jugar cuatro veces entre sí. Los dos mejores califican a la final.
Final Serie de siete juegos entre los dos finalistas. Es decir, serie al que gane cuatro partidos. El ganador será el campeón 2011 del Campeonato Nacional de Béisbol Superior.

## Datos Preliminares
Campeón Temporada 2010: Indios del Boer.

Equipos Nuevos: Nueva Segovia y Madriz (En 2010 participaron juntos como Las Segovias) Y Río San Juan.

## Equipos
| Equipo                 | Departamento         | Estadio                             |
| ---------------------- | -------------------- | ----------------------------------- |
| Brumas de Jinotega     | Jinotega             | Moisés Palacios Escorcia            |
| Cafetaleros de Carazo  | Carazo               | Pedro Selva                         |
| Costa Caribe           | Región del Atlántico | Varios por toda la Región Atlántica |
| Estelí                 | Estelí               | Rufo Marín                          |
| FrenteSur Rivas        | Rivas                | Yamil Río Ugarte                    |
| Indígenas de Matagalpa | Matagalpa            | Chale Solís                         |
| Indios del Boer        | Managua              | Nacional Denis Martínez             |
| Leones de León         | León                 | Héroes y Mártires de Septiembre     |
| Madriz                 | Madriz               | Santiago                            |
| Nueva Segovia          | Nueva Segovia        | Glorias del Deporte                 |
| Productores de Boaco   | Boaco                | Ernesto Incer Álvarez               |
| Río San Juan           | Río San Juan         | Gabriel Aguirre                     |
| San Fernando de Masaya | Masaya               | Roberto Clemente                    |
| Tiburones de Granada   | Granada              | Roque Tadeo Zavala                  |
| Tigres de Chinandega   | Chinandega           | Efraín Tijerino                     |
| Toros de Chontales     | Chontales            | Carlos Guerra Colindres             |

## Primera fase

### Grupo A
| Equipo     | PG | PP | JD | PCT  | Loc   | Vis   |
| ---------- | -- | -- | -- | ---- | ----- | ----- |
| Boer       | 41 | 19 | -  | .683 | 21-5  | 20-14 |
| Carazo     | 35 | 25 | 6  | .583 | 19-7  | 16-18 |
| Matagalpa  | 35 | 25 | 6  | .583 | 20-6  | 15-19 |
| Esteli     | 34 | 26 | 7  | .567 | 20-10 | 14-16 |
| Masaya     | 32 | 28 | 9  | .533 | 14-12 | 18-16 |
| Chinandega | 29 | 31 | 12 | .483 | 19-11 | 10-20 |
| Jinotega   | 27 | 33 | 14 | .450 | 11-15 | 16-18 |
| Madriz     | 15 | 45 | 26 | .250 | 12-20 | 3-25  |

### Grupo B
| Equipo        | PG | PP | JD   | PCT  | Loc   | Vis   |
| ------------- | -- | -- | ---- | ---- | ----- | ----- |
| Granada       | 39 | 21 | -    | .650 | 22-10 | 17-11 |
| León          | 37 | 23 | 2    | .617 | 23-7  | 14-16 |
| Costa Caribe  | 36 | 24 | 3    | .600 | 22-10 | 14-14 |
| Chontales     | 35 | 25 | 4    | .583 | 26-8  | 9-17  |
| Rivas         | 34 | 26 | 5    | .567 | 19-11 | 15-15 |
| Boaco         | 17 | 40 | 20.5 | .298 | 12-17 | 5-23  |
| Río San Juan  | 17 | 43 | 22   | .283 | 14-28 | 3-15  |
| Nueva Segovia | 14 | 43 | 23.5 | .243 | 6-22  | 8-21  |

## Segunda fase
| Equipo       | PG | PP | JD  | PCT  | Loc  | Vis |
| ------------ | -- | -- | --- | ---- | ---- | --- |
| Carazo       | 20 | 8  | -   | .714 | 13-3 | 7-5 |
| Boer         | 16 | 11 | 3.5 | .593 | 9-7  | 7-4 |
| Estelí       | 15 | 12 | 4.5 | .556 | 9-6  | 6-6 |
| Costa Caribe | 14 | 13 | 5.5 | .519 | 7-5  | 7-8 |
| Granada      | 12 | 16 | 8   | .429 | 5-7  | 7-9 |
| Chontales    | 11 | 16 | 8.5 | .407 | 4-7  | 7-9 |
| Matagalpa    | 10 | 15 | 8.5 | .400 | 5-9  | 5-6 |
| León         | 9  | 16 | 9.5 | .360 | 4-7  | 5-9 |

### Semana 1
| Fecha       | Estadio                 | Equipo visitante | Resultado | Equipo local |
| ----------- | ----------------------- | ---------------- | --------- | ------------ |
| 17 de junio | Pedro Selva             | Matagalpa        | 6 - 7     | Carazo       |
| 17 de junio | Nacional Denis Martínez | Estelí           | 7 - 4     | Boer         |

| Fecha       | Estadio                                 | Equipo visitante | Resultado | Equipo local |
| ----------- | --------------------------------------- | ---------------- | --------- | ------------ |
| 18 de junio | Estadio Héroes y Mártires de Septiembre | Chontales        | 1 - 0     | León         |
| 18 de junio | Pedro Selva                             | Matagalpa        | 1 - 5     | Carazo       |
| 18 de junio | Nacional Denis Martínez                 | Estelí           | 3 - 7     | Boer         |

| Fecha       | Estadio                 | Equipo visitante | Juego 1 | Juego 2 | Equipo local |
| ----------- | ----------------------- | ---------------- | ------- | ------- | ------------ |
| 19 de junio | Ernesto Hooker          | Granada          | 8 - 6   | 5 - 0   | Costa Caribe |
| 19 de junio | Chale Solís             | Carazo           | 11 - 0  | 11 - 10 | Matagalpa    |
| 19 de junio | Carlos Guerra Colindres | León             | 2 - 8   | 8 - 3   | Chontales    |
| 19 de junio | Rufo Marín              | Boer             | 1 - 3   | 3 - 7   | Estelí       |

| Fecha       | Estadio        | Equipo visitante | Juego 1 | Juego 2 | Equipo local |
| ----------- | -------------- | ---------------- | ------- | ------- | ------------ |
| 20 de junio | Ernesto Hooker | Granada          | 2 - 4   | 5 - 6   | Costa Caribe |

| Fecha       | Estadio                                 | Equipo visitante | Resultado | Equipo local |
| ----------- | --------------------------------------- | ---------------- | --------- | ------------ |
| 26 de julio | Estadio Héroes y Mártires de Septiembre | Chontales        | 1 - 11    | León         |

### Semana 2
| Fecha       | Estadio    | Equipo visitante | Resultado | Equipo local |
| ----------- | ---------- | ---------------- | --------- | ------------ |
| 24 de junio | Rufo Marín | Matagalpa        | 3 - 2     | Estelí       |

| Fecha       | Estadio                 | Equipo visitante | Juego 1 | Juego 2 | Equipo local |
| ----------- | ----------------------- | ---------------- | ------- | ------- | ------------ |
| 26 de junio | Chale Solís             | Estelí           | 2 - 1   | 8 - 4   | Matagalpa    |
| 26 de junio | Carlos Guerra Colindres | Granada          | 3 - 1   | 1 - 2   | Chontales    |

| Fecha       | Estadio    | Equipo visitante | Resultado | Equipo local |
| ----------- | ---------- | ---------------- | --------- | ------------ |
| 28 de junio | Rufo Marín | Matagalpa        | 1 - 2     | Estelí       |

| Fecha       | Estadio     | Equipo visitante | Juego 1 | Juego 2 | Equipo local |
| ----------- | ----------- | ---------------- | ------- | ------- | ------------ |
| 28 de junio | Pedro Selva | Boer             | 8 - 1   | 0 - 1   | Carazo       |

| Fecha      | Estadio                 | Equipo visitante | Juego 1 | Juego 2 | Equipo local |
| ---------- | ----------------------- | ---------------- | ------- | ------- | ------------ |
| 5 de julio | Nacional Denis Martínez | Carazo           | 5 - 2   | 0 - 1   | Boer         |
| 5 de julio | Roque Tadeo Zavala      | Chontales        | 0 - 1   | 5 - 1   | Granada      |

| Fecha       | Estadio  | Equipo visitante | Juego 1 | Juego 2 | Equipo local |
| ----------- | -------- | ---------------- | ------- | ------- | ------------ |
| 12 de julio | Tipitapa | León             | 7 - 1   | 2 - 3   | Costa Caribe |

| Fecha       | Estadio  | Equipo visitante | Juego 1 | Juego 2 | Equipo local |
| ----------- | -------- | ---------------- | ------- | ------- | ------------ |
| 20 de julio | Tipitapa | León             | 0 - 1   | 0 - 2   | Costa Caribe |

### Semana 3
| Fecha      | Estadio    | Equipo visitante | Resultado | Equipo local |
| ---------- | ---------- | ---------------- | --------- | ------------ |
| 1 de julio | Rufo Marín | Carazo           | 4 - 0     | Estelí       |

| Fecha      | Estadio            | Equipo visitante | Juego 1 | Juego 2 | Equipo local |
| ---------- | ------------------ | ---------------- | ------- | ------- | ------------ |
| 2 de julio | Ernesto Hooker     | Chontales        | 4 - 2   | 3 - 1   | Costa Caribe |
| 2 de julio | Roque Tadeo Zavala | León             | 2 - 0   | 0 - 1   | Granada      |

| Fecha      | Estadio                                 | Equipo visitante | Juego 1 | Juego 2 | Equipo local |
| ---------- | --------------------------------------- | ---------------- | ------- | ------- | ------------ |
| 3 de julio | Ernesto Hooker                          | Chontales        | 0 - 3   | 1 - 3   | Costa Caribe |
| 3 de julio | Pedro Selva                             | Estelí           | 0 - 1   | 5 - 6   | Carazo       |
| 3 de julio | Nacional Denis Martínez                 | Matagalpa        | 4 - 1   | 1 - 2   | Boer         |
| 3 de julio | Estadio Héroes y Mártires de Septiembre | Granada          | 6 - 2   | 3 - 2   | León         |

| Fecha       | Estadio     | Equipo visitante | Resultado | Equipo local |
| ----------- | ----------- | ---------------- | --------- | ------------ |
| 13 de julio | Chale Solís | Boer             | 2 - 3     | Matagalpa    |

| Fecha       | Estadio     | Equipo visitante | Resultado | Equipo local |
| ----------- | ----------- | ---------------- | --------- | ------------ |
| 26 de julio | Rufo Marín  | Carazo           | 0 - 3     | Estelí       |
| 26 de julio | Chale Solís | Boer             | 8 - 6     | Matagalpa    |

### Semana 4
| Fecha      | Estadio                 | Equipo visitante | Resultado | Equipo local |
| ---------- | ----------------------- | ---------------- | --------- | ------------ |
| 8 de julio | Pedro Selva             | Costa Caribe     | 6 - 11    | Carazo       |
| 8 de julio | Carlos Guerra Colindres | Estelí           | 7 - 0     | Chontales    |
| 8 de julio | Nacional Denis Martínez | León             | 1 - 6     | Boer         |
| 8 de julio | Roque Tadeo Zavala      | Matagalpa        | 3 - 1     | Granada      |

| Fecha      | Estadio                 | Equipo visitante | Resultado | Equipo local |
| ---------- | ----------------------- | ---------------- | --------- | ------------ |
| 9 de julio | Pedro Selva             | Costa Caribe     | 5 - 0     | Carazo       |
| 9 de julio | Carlos Guerra Colindres | Estelí           | 1 - 11    | Chontales    |
| 9 de julio | Nacional Denis Martínez | León             | 4 - 1     | Boer         |

| Fecha       | Estadio                         | Equipo visitante | Juego 1 | Juego 2 | Equipo local |
| ----------- | ------------------------------- | ---------------- | ------- | ------- | ------------ |
| 10 de julio | Pedro Selva                     | Costa Caribe     | 5 - 6   | 5 - 9   | Carazo       |
| 10 de julio | Rufo Marín                      | Chontales        | 0 - 3   | [ 1 ]   | Estelí       |
| 10 de julio | Héroes y Mártires de Septiembre | Boer             | 6 - 0   | 4 - 3   | León         |
| 10 de julio | Chale Solís                     | Granada          | 5 - 6   | 3 - 0   | Matagalpa    |

| Fecha       | Estadio            | Equipo visitante | Resultado | Equipo local |
| ----------- | ------------------ | ---------------- | --------- | ------------ |
| 20 de julio | Roque Tadeo Zavala | Matagalpa        | 5 - 3     | Granada      |

### Semana 5
| Fecha       | Estadio                 | Equipo visitante | Resultado | Equipo local |
| ----------- | ----------------------- | ---------------- | --------- | ------------ |
| 15 de julio | Rufo Marín              | León             | 12 - 1    | Estelí       |
| 15 de julio | Carlos Guerra Colindres | Carazo           | 7 - 1     | Chontales    |
| 15 de julio | Chale Solís             | Costa Caribe     | 9 - 6     | Matagalpa    |

| Fecha       | Estadio                         | Equipo visitante | Juego 1 | Juego 2 | Equipo local |
| ----------- | ------------------------------- | ---------------- | ------- | ------- | ------------ |
| 17 de julio | Héroes y Mártires de Septiembre | Estelí           | 4 - 3   | 1 - 6   | León         |
| 17 de julio | Pedro Selva                     | Chontales        | 7 - 2   | 0 - 3   | Carazo       |
| 17 de julio | Chale Solís                     | Costa Caribe     | 6 - 0   | 4 - 3   | Matagalpa    |

| Fecha       | Estadio                 | Equipo visitante | Juego 1 | Juego 2 | Equipo local |
| ----------- | ----------------------- | ---------------- | ------- | ------- | ------------ |
| 18 de julio | Nacional Denis Martínez | Granada          | 2 - 1   | 0 - 2   | Boer         |

| Fecha       | Estadio                 | Equipo visitante | Resultado | Equipo local |
| ----------- | ----------------------- | ---------------- | --------- | ------------ |
| 2 de agosto | Rufo Marín              | León             | 1 - 10    | Estelí       |
| 2 de agosto | Carlos Guerra Colindres | Carazo           | 10 - 7    | Chontales    |
| 2 de agosto | Chale Solís             | Costa Caribe     | 5 - 9     | Matagalpa    |

| Fecha       | Estadio            | Equipo visitante | Juego 1 | Juego 2 | Equipo local |
| ----------- | ------------------ | ---------------- | ------- | ------- | ------------ |
| 2 de agosto | Roque Tadeo Zavala | Boer             | 1 - 0   | 8 - 0   | Granada      |

### Semana 6
| Fecha       | Estadio                         | Equipo visitante | Resultado | Equipo local |
| ----------- | ------------------------------- | ---------------- | --------- | ------------ |
| 22 de julio | Rufo Marín                      | Granada          | 2 - 0     | Estelí       |
| 22 de julio | Chale Solís                     | Chontales        | 2 - 8     | Matagalpa    |
| 22 de julio | Héroes y Mártires de Septiembre | Carazo           | 4 - 0     | León         |

| Fecha       | Estadio                         | Equipo visitante | Resultado | Equipo local |
| ----------- | ------------------------------- | ---------------- | --------- | ------------ |
| 23 de julio | Rufo Marín                      | Granada          | 8 - 9     | Estelí       |
| 23 de julio | Chale Solís                     | Chontales        | 7 - 1     | Matagalpa    |
| 23 de julio | Héroes y Mártires de Septiembre | Carazo           | 3 - 8     | León         |

| Fecha       | Estadio                 | Equipo visitante | Juego 1 | Juego 2 | Equipo local |
| ----------- | ----------------------- | ---------------- | ------- | ------- | ------------ |
| 23 de julio | Nacional Denis Martínez | Costa Caribe     | 1 - 5   | 2 - 1   | Boer         |

| Fecha       | Estadio                 | Equipo visitante | Juego 1 | Juego 2 | Equipo local |
| ----------- | ----------------------- | ---------------- | ------- | ------- | ------------ |
| 24 de julio | Roque Tadeo Zavala      | Estelí           | 5 - 3   | 1 - 2   | Granada      |
| 24 de julio | Carlos Guerra Colindres | Matagalpa        | 6 - 0   | 2 - 5   | Chontales    |
| 24 de julio | Nacional Denis Martínez | Costa Caribe     | 2 - 3   | 0 - 5   | Boer         |
| 24 de julio | Pedro Selva             | León             | 0 - 1   | 1 - 4   | Carazo       |

### Semana 7
| Fecha       | Estadio     | Equipo visitante | Resultado | Equipo local |
| ----------- | ----------- | ---------------- | --------- | ------------ |
| 29 de julio | Rufo Marín  | Costa Caribe     | 0 - 4     | Estelí       |
| 29 de julio | Chale Solís | León             | 8 - 5     | Matagalpa    |

| Fecha       | Estadio                 | Equipo visitante | Resultado | Equipo local |
| ----------- | ----------------------- | ---------------- | --------- | ------------ |
| 30 de julio | Rufo Marín              | Costa Caribe     | 2 - 1     | Estelí       |
| 30 de julio | Carlos Guerra Colindres | Boer             | 4 - 2     | Chontales    |

| Fecha       | Estadio            | Equipo visitante | Juego 1 | Juego 2 | Equipo local |
| ----------- | ------------------ | ---------------- | ------- | ------- | ------------ |
| 30 de julio | Roque Tadeo Zavala | Carazo           | 1 - 3   | 4 - 5   | Granada      |

| Fecha       | Estadio                 | Equipo visitante | Juego 1 | Juego 2 | Equipo local |
| ----------- | ----------------------- | ---------------- | ------- | ------- | ------------ |
| 31 de julio | Nacional Denis Martínez | Chontales        | 3 - 1   | 2 - 6   | Boer         |
| 31 de julio | Pedro Selva             | Granada          | 1 - 3   | 2 - 5   | Carazo       |

| Fecha       | Estadio    | Equipo visitante | Resultado | Equipo local |
| ----------- | ---------- | ---------------- | --------- | ------------ |
| 31 de julio | Rufo Marín | Costa Caribe     | 2 - 0     | Estelí       |

Juegos cancelados por ser innecesarios

| Fecha | Estadio                 | Equipo visitante | Resultado | Equipo local |
| ----- | ----------------------- | ---------------- | --------- | ------------ |
|       | Rufo Marín              | Costa Caribe     |           | Estelí       |
|       | Chale Solís             | León             |           | Matagalpa    |
|       | Carlos Guerra Colindres | Boer             |           | Chontales    |

| Fecha | Estadio                         | Equipo visitante | Juego 1 | Juego 2 | Equipo local |
| ----- | ------------------------------- | ---------------- | ------- | ------- | ------------ |
|       | Héroes y Mártires de Septiembre | Matagalpa        |         |         | León         |

## Fase semifinal
| Equipo       | JG | JP | JD | PCT  | Loc | Vis |
| ------------ | -- | -- | -- | ---- | --- | --- |
| Carazo       | 5  | 3  | -  | .625 | 4-2 | 1-1 |
| Estelí       | 3  | 3  | 1  | .500 | 3-1 | 1-1 |
| Costa Caribe | 3  | 3  | 1  | .500 | 0-0 | 3-3 |
| Boer         | 3  | 5  | 2  | .375 | 2-2 | 1-3 |

### Partidos
| Fecha       | Estadio         | Equipo visitante | Resultado     | Equipo local |
| ----------- | --------------- | ---------------- | ------------- | ------------ |
| 5 de agosto | Rufo Marín      | Costa Caribe     | 0 - 1         | Estelí       |
| 5 de agosto | Dennis Martínez | Carazo           | 4 - 2         | Boer         |
| 6 de agosto | Rufo Marín      | Costa Caribe     | 7 - 8         | Estelí       |
| 6 de agosto | Dennis Martínez | Carazo           | 1 - 11 (KO 7) | Boer         |

| Fecha                  | Estadio     | Equipo visitante | Resultado | Equipo local |
| ---------------------- | ----------- | ---------------- | --------- | ------------ |
| 7 de agosto 7 Entradas | Pedro Selva | Costa Caribe     | 8 - 4     | Carazo       |
| 7 de agosto 7 Entradas | Rufo Marín  | Estelí           | 1 - 13    | Boer         |
| 7 de agosto 7 Entradas | Pedro Selva | Costa Caribe     | 5 - 0     | Carazo       |
| 7 de agosto 7 Entradas | Rugo Marín  | Estelí           | 4 - 3     | Boer         |

| Fecha        | Estadio         | Equipo visitante | Resultado | Equipo local |
| ------------ | --------------- | ---------------- | --------- | ------------ |
| 11 de agosto | Dennis Martínez | Costa Caribe     | 11 - 5    | Boer         |
| 11 de agosto | Pedro Selva     | Estelí           | 2 - 4     | Carazo       |
| 12 de agosto | Dennis Martínez | Costa Caribe     | 5 - 0     | Boer         |
| 12 de agosto | Pedro Selva     | Estelí           | 2 - 5     | Carazo       |

| Fecha                   | Estadio          | Equipo visitante | Resultado         | Equipo local |
| ----------------------- | ---------------- | ---------------- | ----------------- | ------------ |
| 14 de agosto 7 Entradas | Glorias Costeñas | Estelí           | 9:30              | Costa Caribe |
| 14 de agosto 7 Entradas | Pedro Selva      | Boer             | 4 - 5             | Carazo       |
| 14 de agosto 7 Entradas | Glorias Costeñas | Estelí           | Al fin de Juego 1 | Costa Caribe |
| 14 de agosto 7 Entradas | Pedro Selva      | Boer             | 2 - 6             | Carazo       |

| Fecha        | Estadio          | Equipo visitante | Resultado | Equipo local |
| ------------ | ---------------- | ---------------- | --------- | ------------ |
| 18 de agosto | Glorias Costeñas | Carazo           |           | Costa Caribe |
| 18 de agosto | Dennis Martínez  | Estelí           |           | Boer         |
| 19 de agosto | Glorias Costeñas | Carazo           |           | Costa Caribe |
| 19 de agosto | Dennis Martínez  | Estelí           |           | Boer         |

| Fecha                   | Estadio          | Equipo visitante | Resultado | Equipo local |
| ----------------------- | ---------------- | ---------------- | --------- | ------------ |
| 21 de agosto 7 Entradas | Glorias Costeñas | Boer             |           | Costa Caribe |
| 21 de agosto 7 Entradas | Rufo Marín       | Carazo           |           | Estelí       |
| 21 de agosto 7 Entradas | Glorias Costeñas | Boer             |           | Costa Caribe |
| 21 de agosto 7 Entradas | Rufo Marín       | Carazo           |           | Estelí       |